# OR51S1
OR51S1 (англ. Olfactory receptor family 51 subfamily S member 1) – білок, який кодується однойменним геном, розташованим у людей на короткому плечі 11-ї хромосоми. Довжина поліпептидного ланцюга білка становить 323 амінокислот, а молекулярна маса — 35 313.
| 10         |  | 20         |  | 30         |  | 40         |  | 50         |
| ---------- |  | ---------- |  | ---------- |  | ---------- |  | ---------- |
| MSTLPTQIAP |  | NSSTSMAPTF |  | LLVGMPGLSG |  | APSWWTLPLI |  | AVYLLSALGN |
| GTILWIIALQ |  | PALHRPMHFF |  | LFLLSVSDIG |  | LVTALMPTLL |  | GIALAGAHTV |
| PASACLLQMV |  | FIHVFSVMES |  | SVLLAMSIDR |  | ALAICRPLHY |  | PALLTNGVIS |
| KISLAISFRC |  | LGLHLPLPFL |  | LAYMPYCLPQ |  | VLTHSYCLHP |  | DVARLACPEA |
| WGAAYSLFVV |  | LSAMGLDPLL |  | IFFSYGLIGK |  | VLQGVESRED |  | RWKAGQTCAA |
| HLSAVLLFYI |  | PMILLALINH |  | PELPITQHTH |  | TLLSYVHFLL |  | PPLINPILYS |
| VKMKEIRKRI |  | LNRLQPRKVG |  | GAQ        |  |            |  |            |

A: Аланін

C: Цистеїн

D: Аспарагінова кислота

E: Глутамінова кислота

F: Фенілаланін

G: Гліцин

H: Гістидин

I: Ізолейцин

K: Лізин

L: Лейцин

M: Метіонін

N: Аспарагін

P: Пролін

Q: Глутамін

R: Аргінін

S: Серин

T: Треонін

V: Валін

W: Триптофан

Кодований геном білок за функціями належить до рецепторів, g-білокспряжених рецепторів, білків внутрішньоклітинного сигналінгу. 
Локалізований у клітинній мембрані.